# 靖安镇 (大关县)
靖安镇，是中华人民共和国云南省昭通市大关县下辖的一个镇。
2012年9月22日，云南省人民政府批复同意撤销靖安乡，设立靖安镇。2023年，经云南省人民政府批准，靖安镇由昭通市昭阳区划归大关县管辖；2024年1月30日正式挂牌；为防治地质灾害，大关县计划将县城从翠华镇搬迁至靖安镇。

## 行政区划
靖安镇下辖以下地区：
洪家营村、小堡子村、龙潭村、大坪子村、百顺村、五星村、大耆老村、碧海村、碧凹村、松杉村和长寨村。